# Kościół Najświętszego Serca Jezusowego w Lipnikach
Kościół pw. Najświętszego Serca Jezusowego w Lipnikach – rzymskokatolicki kościół parafialny należący do dekanatu Kadzidło oraz diecezji łomżyńskiej, najstarszy kościół w gminie Łyse i najstarszy murowany kościół na Kurpiach Zielonych.

## Historia

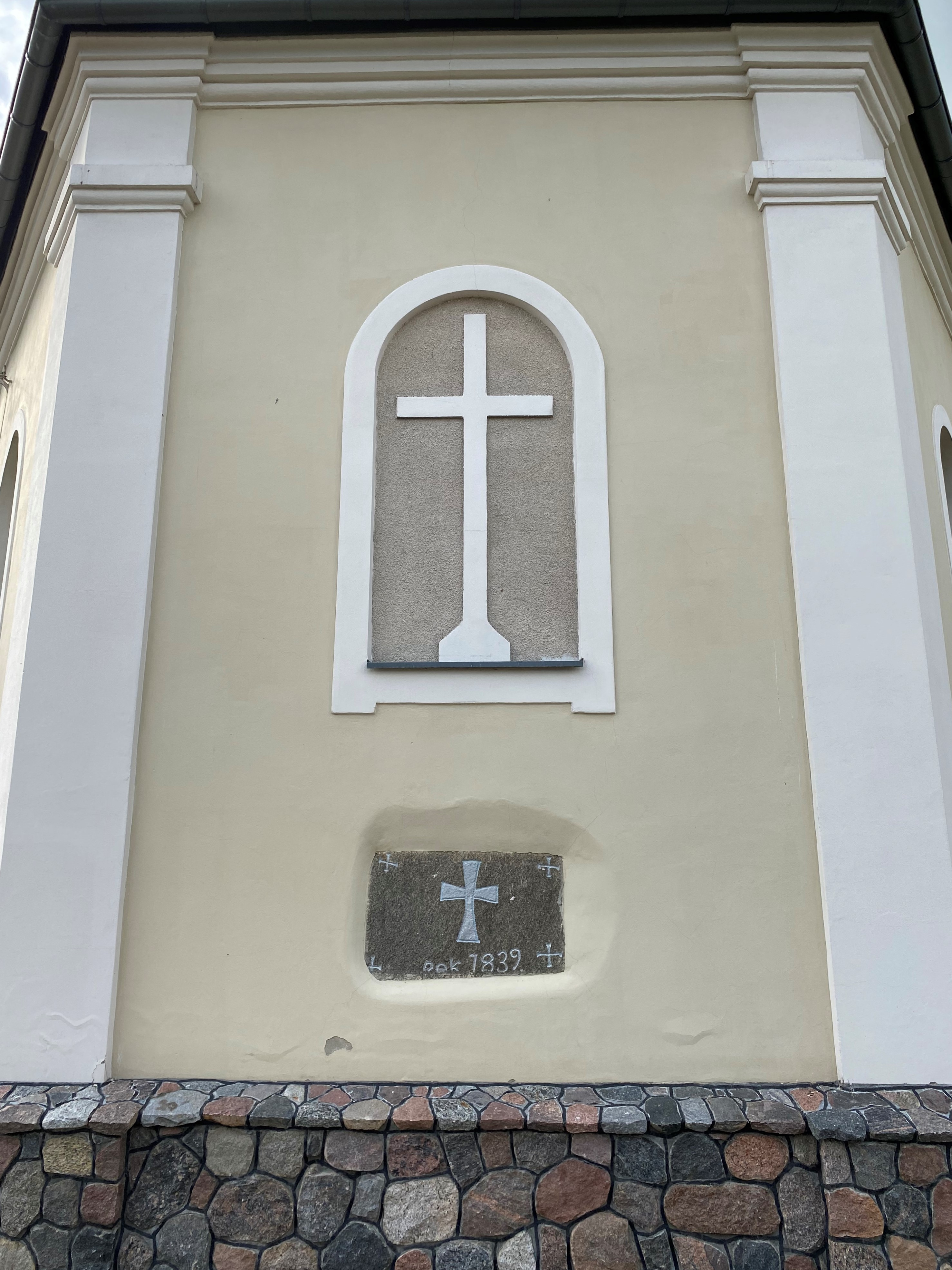
Kamień węgielny z 1839

Kościół powstał obok kaplicy zbudowanej około 1775. Pozwolenie na budowę wydał biskup płocki Józef Eustachy Szembek. Kamień węgielny pod budowę kościoła położono w 1839, natomiast samą budowę świątyni rozpoczęto w maju 1841, a zakończono w 1844. Została ona poświęcona przez ks. Kuderkiewicza. W latach 60. XIX wieku kościół powiększono, dobudowując apsydę. W 1889 postawiono dwie wieże. W 1902 zbudowano wolnostojącą dzwonnicę.
W 1951 przeprowadzono remont wież. Pierwszy gruntowny remont kościół przeszedł w latach 70. XX w. Kolejny remont zewnętrznych elementów elewacji odbył się w latach 1992–1993. We wrześniu 2012 miało miejsce włamanie do kościoła, w wyniku którego skradzione zostało wyposażenie liturgiczne. Od 2015 trwa gruntowny remont świątyni.

## Architektura
Kościół murowany, wybudowany z użyciem kamienia polnego i cegieł, otynkowany. Fasada dwukondygnacjowa, pośrodku wejście, nad nim wnęka z figurą, po obu stronach wieże murowane z cegły zwieńczone metalowymi krzyżami. Wymiary świątyni z uwzględnieniem wież i zakrystii: 37,20 m długości, 20,50 m szerokości, wysokość do gzymsu 9 m. Wieże mają po 15 m wysokości.
Kompleks świątyni otoczony jest parkanem z kamienia polnego. W jego obrębie znajdują się: kościół, dzwonnica, krzyże misyjne, figura św. Rocha oraz grota z wizerunkiem Matki Boskiej z Lourdes i św. Bernardety.

### Wnętrze
Nawa główna na planie prostokąta o wymiarach 21,70 m długości na 9,85 m szerokości. Na suficie polichromie: w centralnej części nawy nawiązujące do trzech części różańca, nad prezbiterium przedstawiające kard. Stefana Wyszyńskiego i Jana Pawła II, z boku z motywami roślinnymi. Witraże okienne przedstawiają postaci związane z Kościołem katolickim. W zewnętrznej części witraże zostały otoczone motywem wycinanki kurpiowskiej autorstwa Wiesławy Bogdańskiej.
Od 2020 trwa wymiana posadzki.

#### Ołtarze

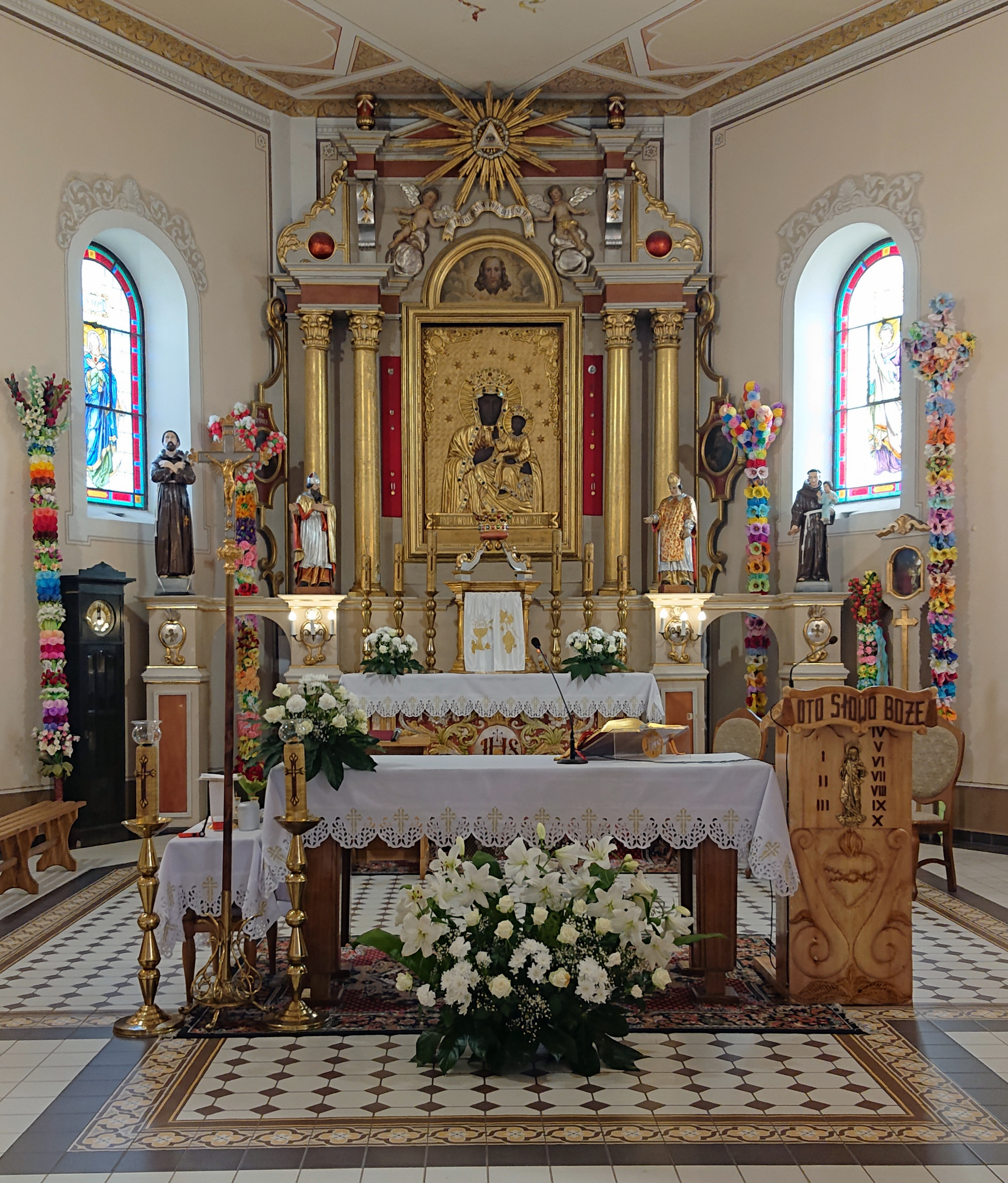
Ołtarz główny

W prezbiterium umieszczony jest drewniany ołtarz główny, w którym znajduje się obraz Matki Boskiej Częstochowskiej, zasłaniany obrazem Przemienienia Pańskiego lub św. Mikołaja. Na bocznych krawędziach ołtarza stoją figury św. Wojciecha oraz św. Stanisława.
W nawie głównej znajdują się dwa drewniane ołtarze boczne – w prawym obraz Matki Boskiej ze św. Dominikiem, zasłaniany przedstawieniem Serca Jezusowego, w lewym obraz św. Rocha, zasłaniany przedstawieniem św. Józefa.

#### Wyposażenie
Neobarokowe ambona i chrzcielnica pochodzą z II połowy XIX wieku. Na ścianach po obu stronach nawy głównej znajdują się XIX-wieczne rzeźbione w drewnie stacje drogi krzyżowej.

#### Chór
Chór murowany, lekko wybrzuszony w stronę prezbiterium. Balustrada pełna, wykonana z drewna. Na chórze organy z malowaną datą AD 1937. Wejście na chór murowanymi schodami we wnętrzu wschodniej wieży.

## Galeria

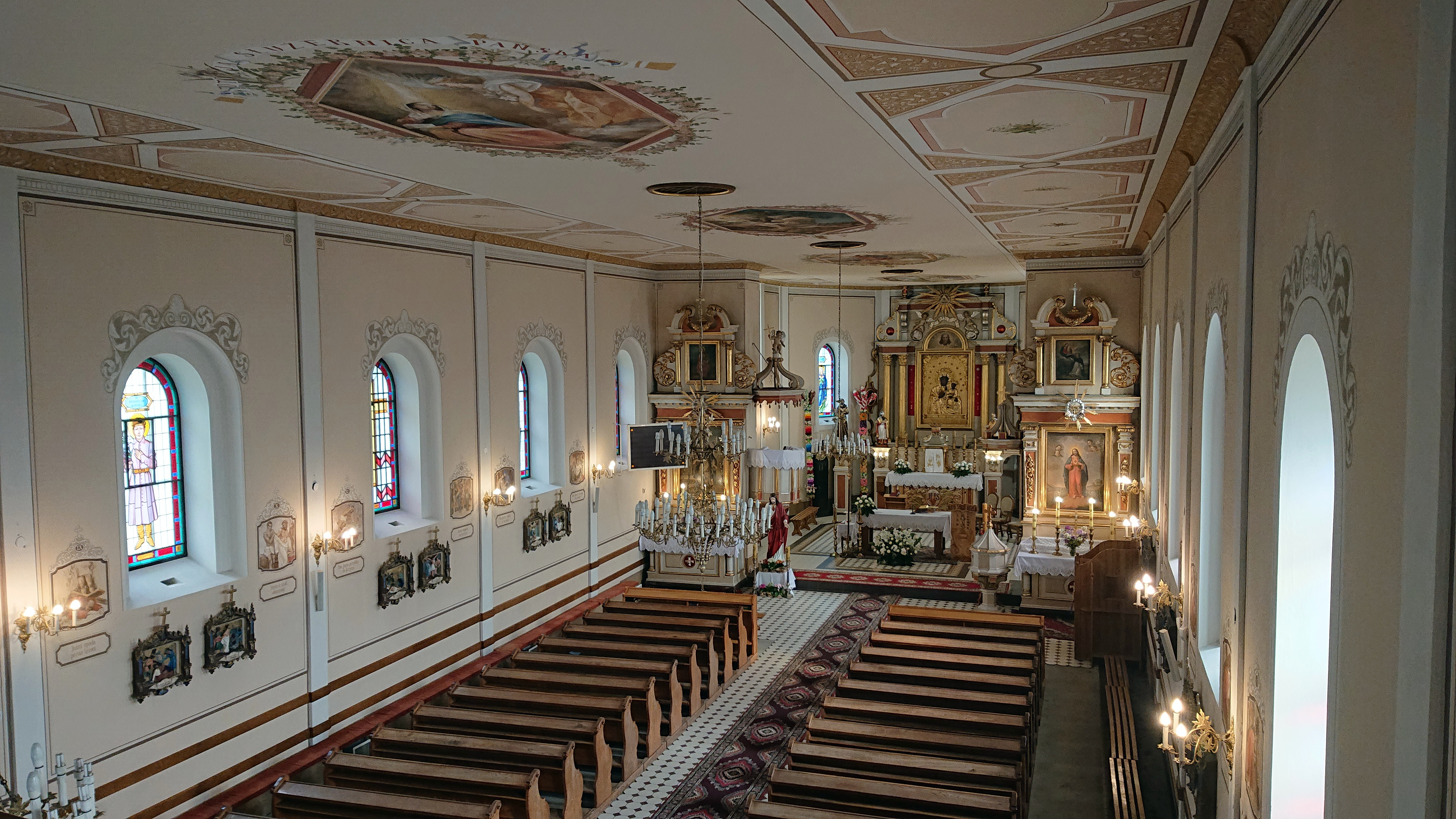
Wnętrze kościoła widziane z chóru
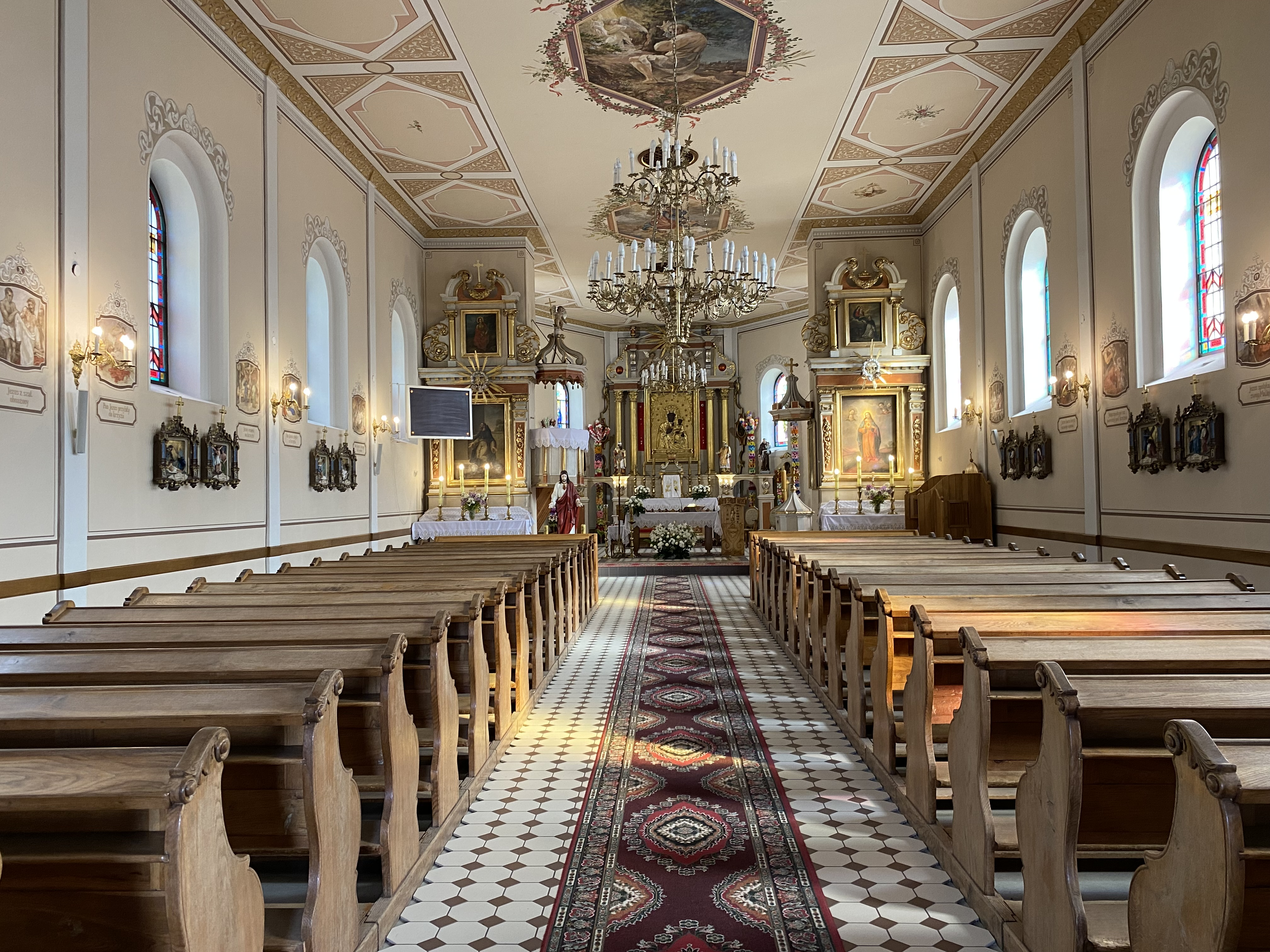
Nawa główna
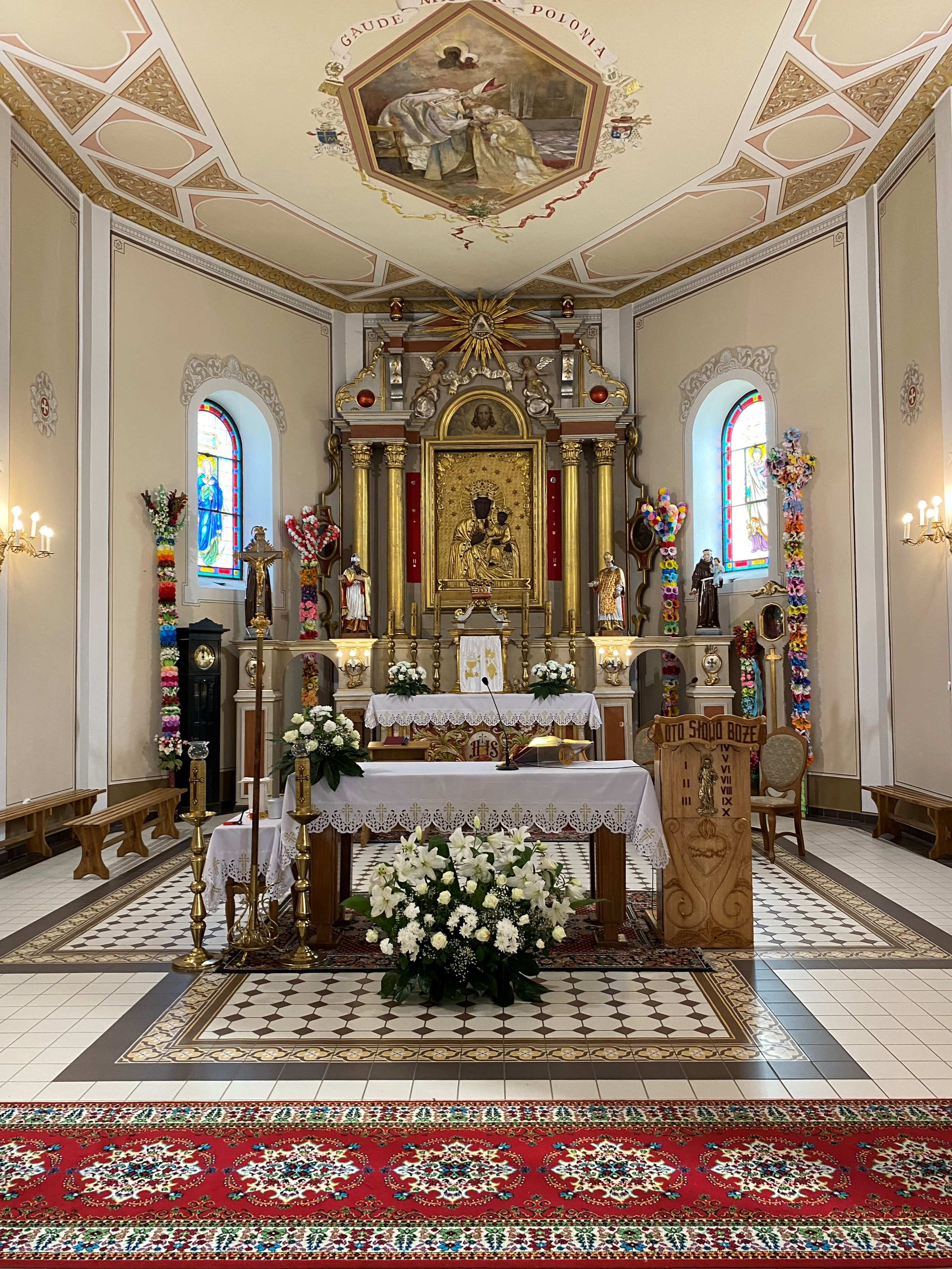
Prezbiterium
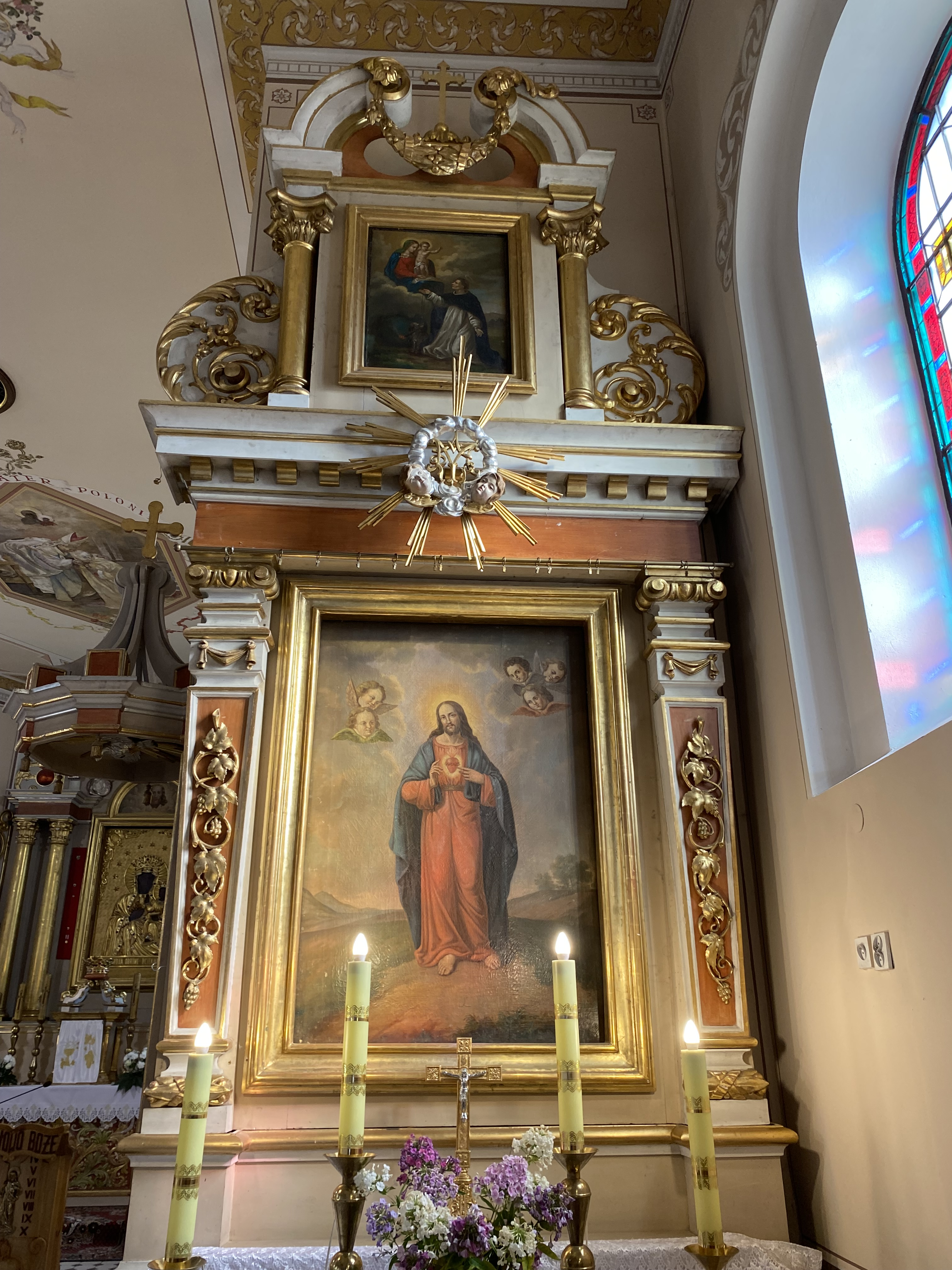
Ołtarz boczny (prawy)
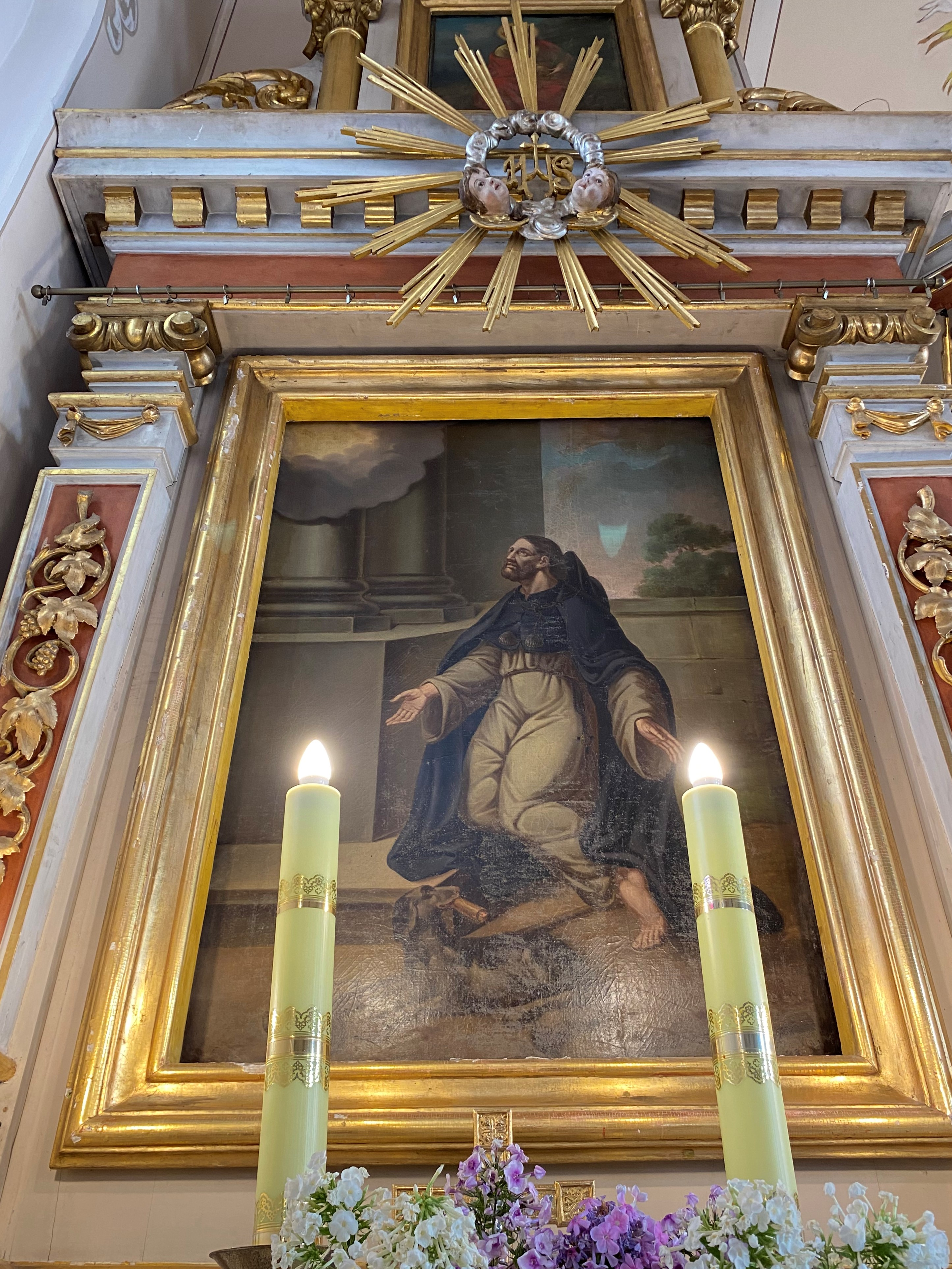
Ołtarz boczny (lewy)
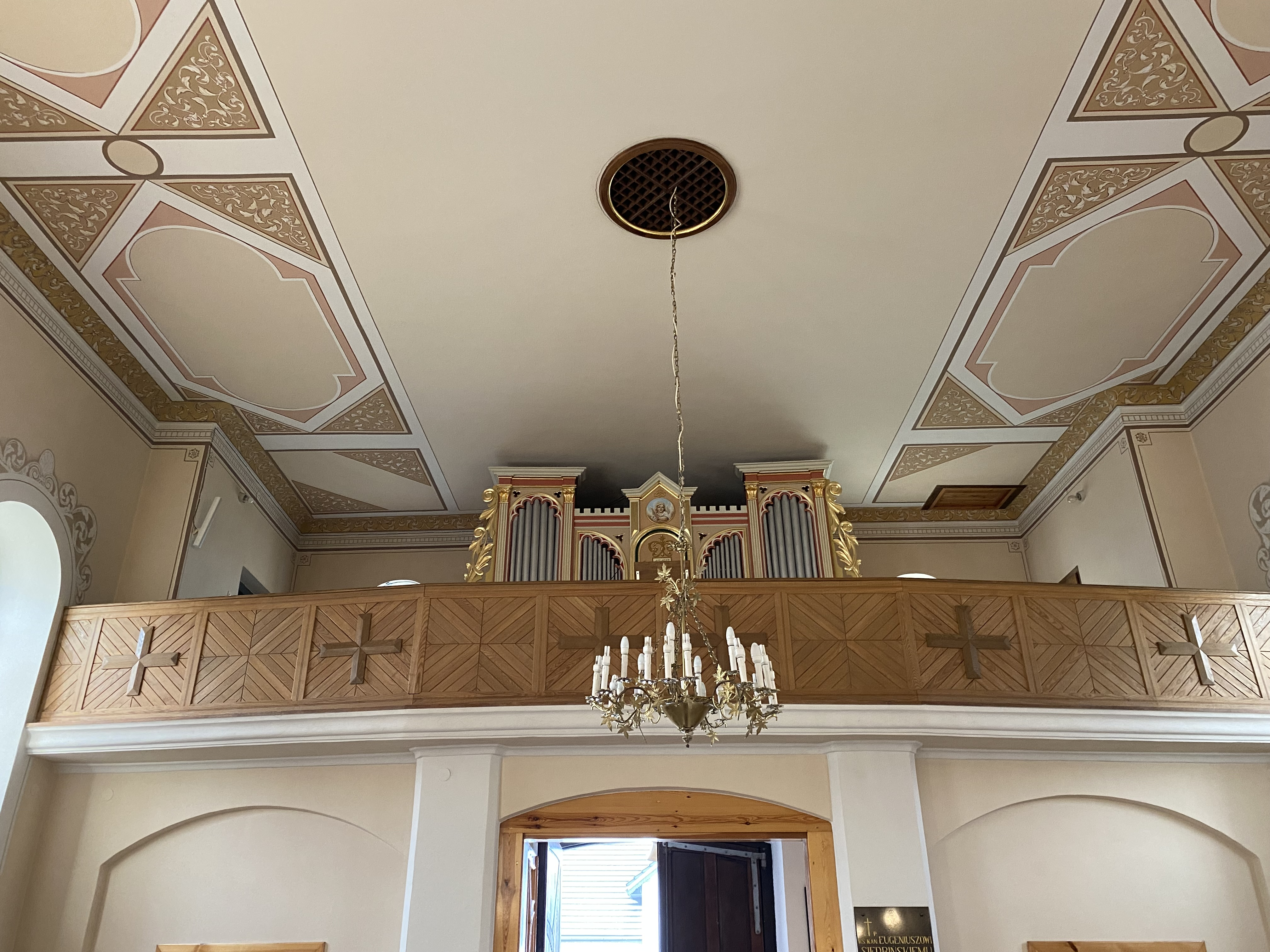
Chór
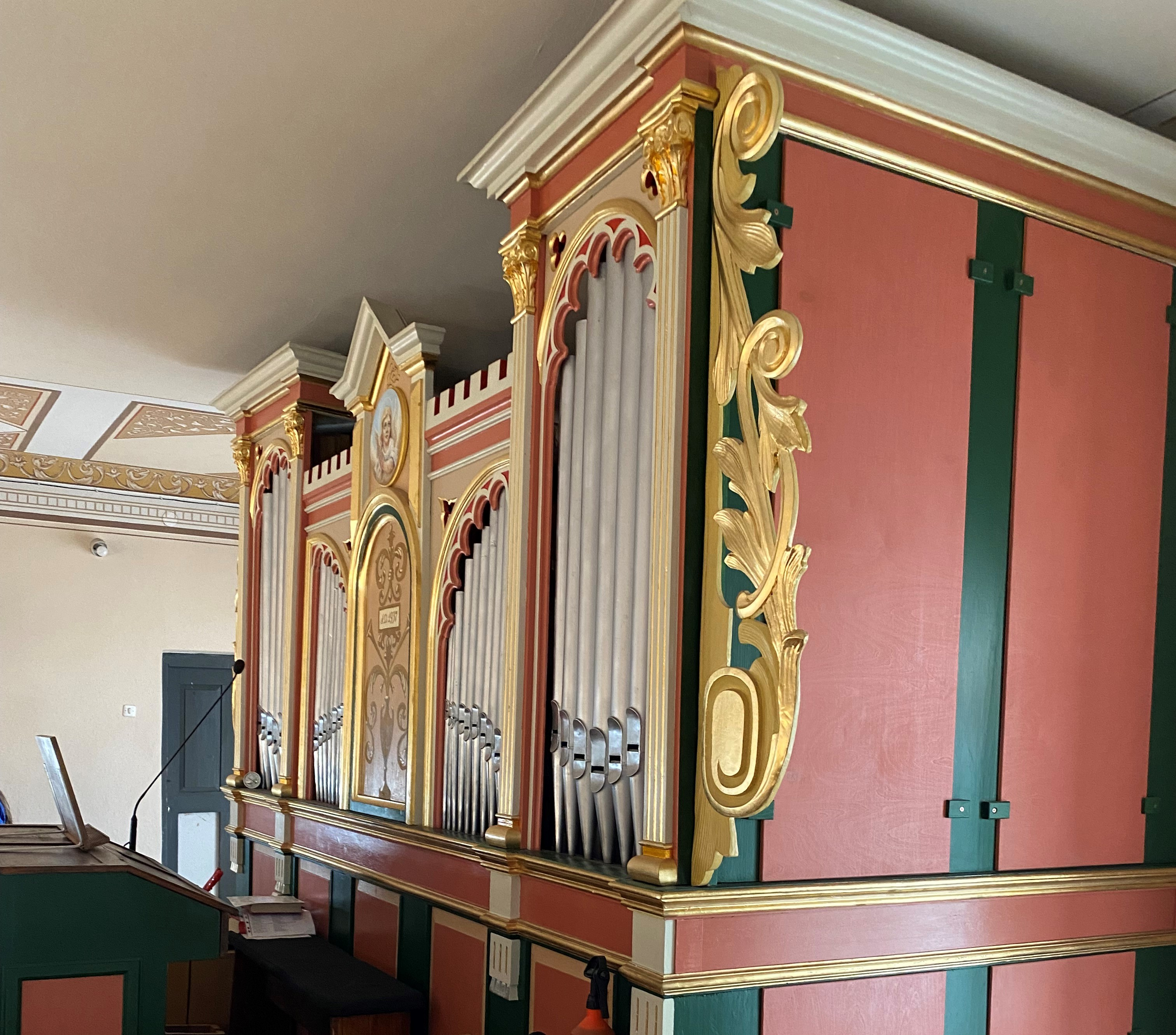
Organy
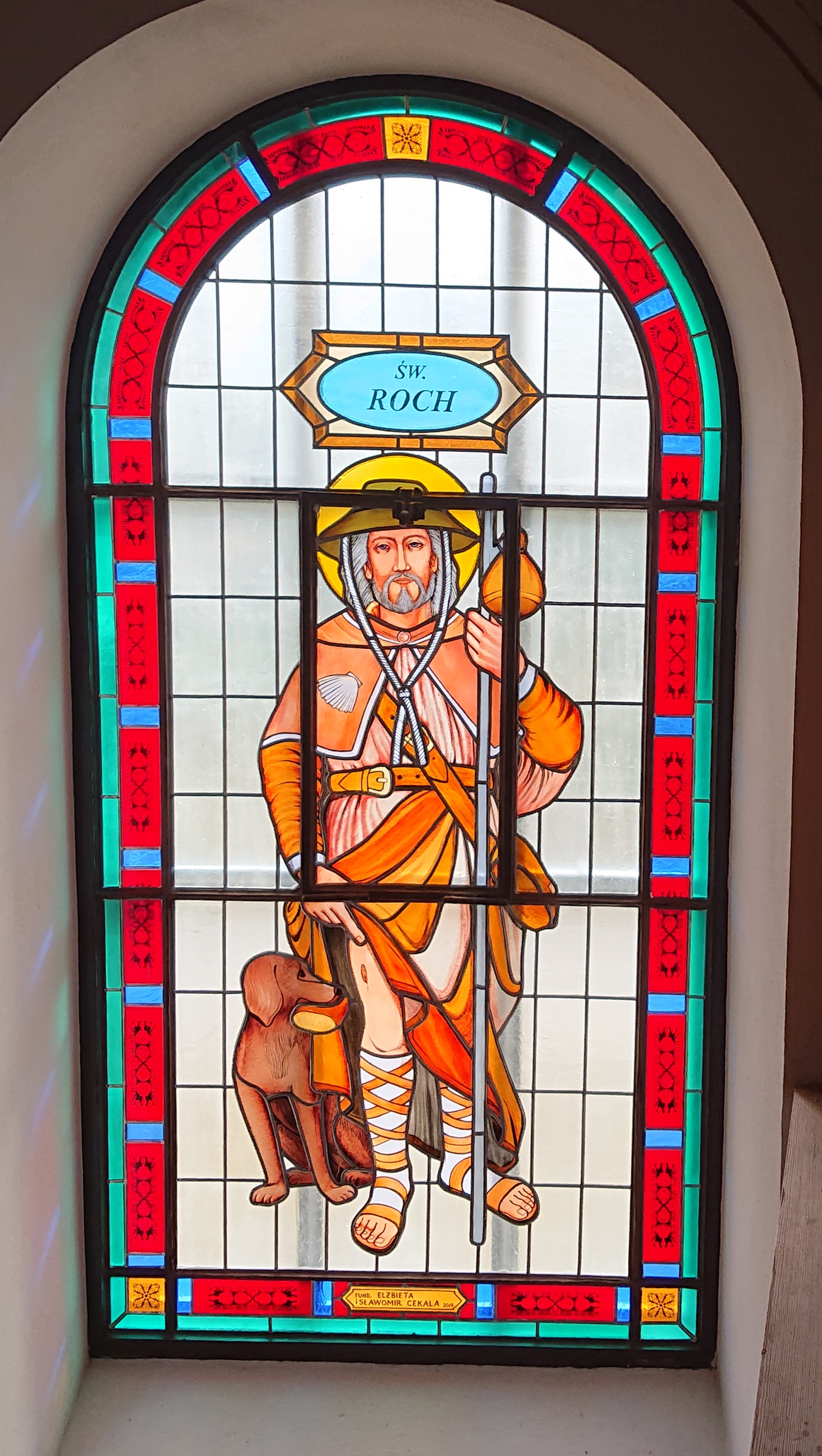
Witraż z wizerunkiem św. Rocha
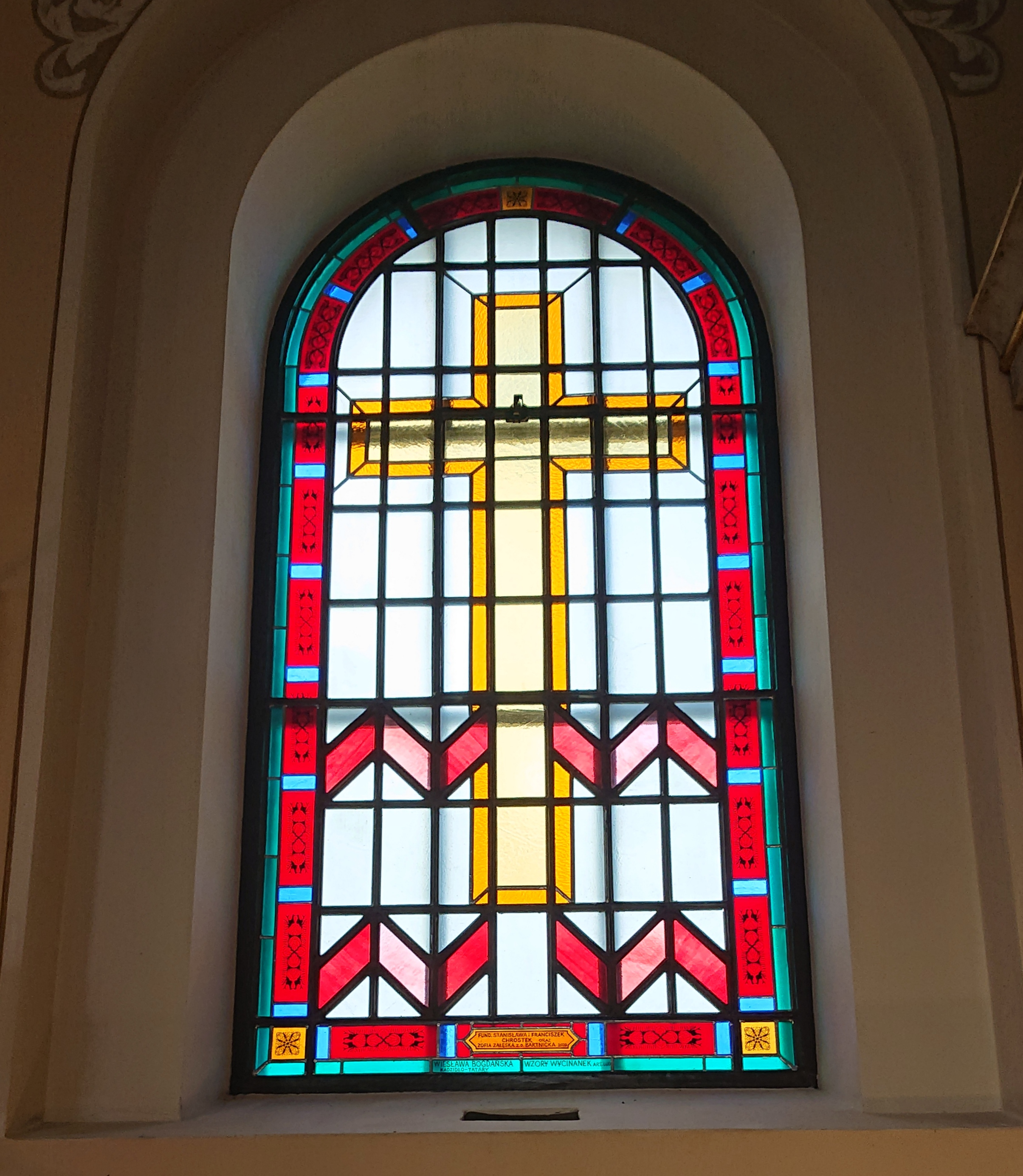
Witraż z obramowaniem w motywie wycinanki kurpiowskiej wykonanej przez Wiesławę Bogdańską

## Dzwonnica

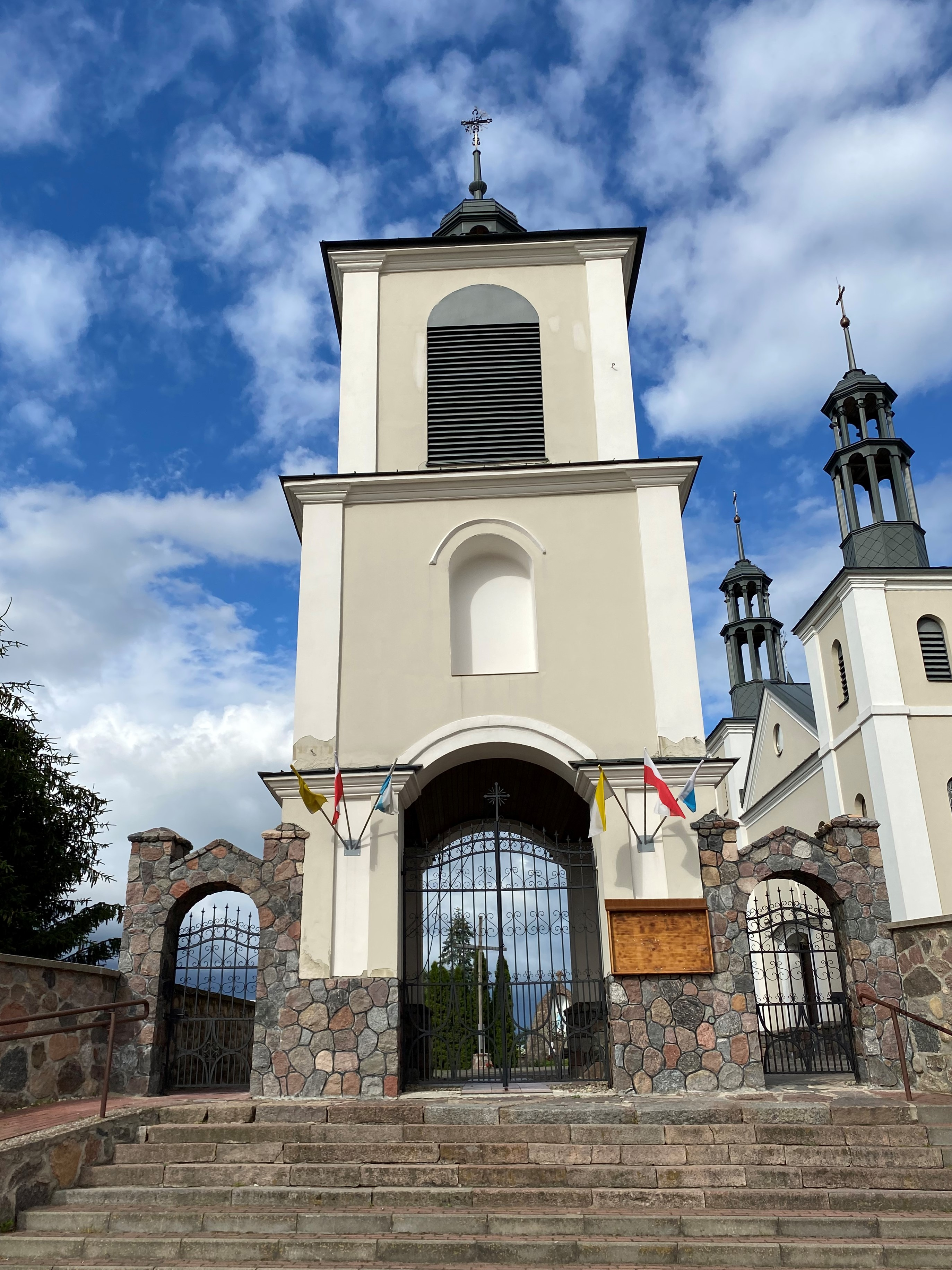
Dzwonnica przy kościele, widok od zachodu

W 1902 zbudowano dzwonnicę z kamienia polnego i cegły na planie kwadratu o wymiarach 5,35 m na 5,45 m. Oryginalnie była dwukondygnacyjna, trzecią kondygnację dodano około 1980. Dzwonnica stanowi główne wejście na teren przykościelny. Od zachodniej strony znajduje się w niej dwuskrzydłowa żelazna brama, po bokach dwie mniejsze jednoskrzydłowe żelazne furtki. W czasie ostatniego remontu bocznym furtom przywrócono oryginalny wygląd.